# Salamat (província do Chade)
Salamat (em árabe: منطقة سلامات; Salāmāt) é uma das 23 províncias do Chade, sendo Am Timan a sua capital.

## Demografia
O recenseamento do Chade de 2009 indicou uma população de 302 301 habitantes para Salamat. Sua capital Am Timan, com 52 270 habitantes, é a cidade mais populosa da província e a sexta maior do país.